# Barragem de Brotas
A Barragem de Brotas, localizada no município de Afogados da Ingazeira, no sertão pernambucano, é uma obra de engenharia de grande importância para a região. Sua construção marcou um marco no desenvolvimento local, oferecendo soluções para os desafios relacionados à escassez hídrica característica do semiárido nordestino.

## História
- Década de 1970: A construção da barragem teve início na década de 1970, em um momento em que a região sofria com longos períodos de seca. A obra foi concebida como uma forma de garantir o abastecimento de água para a população local e impulsionar a agricultura.
- Inauguração: Após anos de trabalho, a Barragem de Brotas foi finalmente inaugurada, tornando-se um símbolo de esperança para a comunidade. A data exata da inauguração pode variar em diferentes fontes, mas geralmente é situada no final da década de 1970 ou início da década de 1980[3][4].

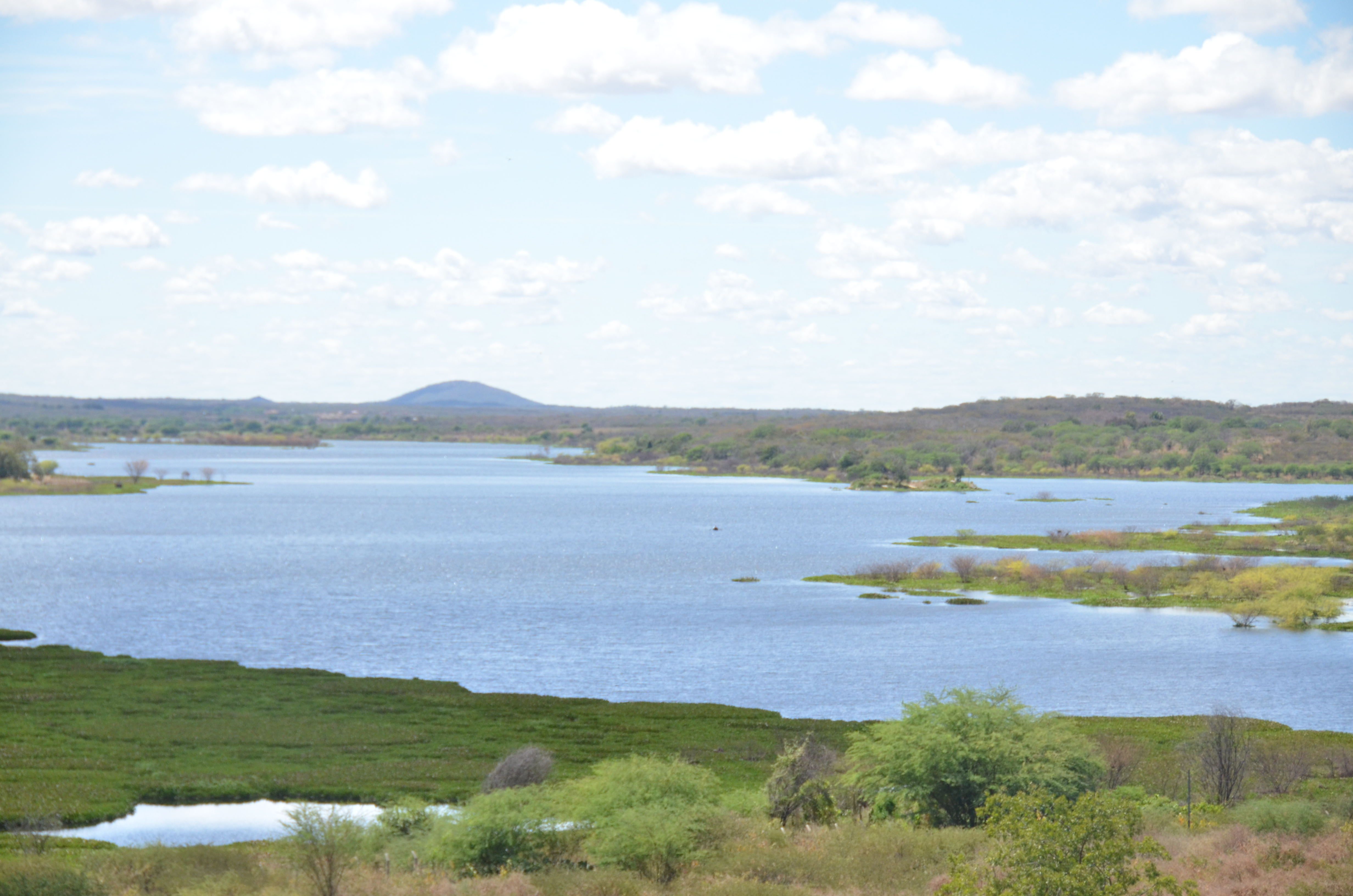
Barragem de Brotas

- Desafios e superação: A construção da barragem enfrentou diversos desafios, como as condições climáticas adversas do semiárido, a logística de transporte de materiais e a necessidade de mão de obra especializada. No entanto, a determinação dos envolvidos permitiu superar esses obstáculos e concluir a obra.
- Importância para a região: Desde sua inauguração, a Barragem de Brotas tem desempenhado um papel fundamental no desenvolvimento da região. Ela garante o abastecimento de água para a população de Afogados da Ingazeira e de outras cidades vizinhas, além de ser utilizada para irrigação de áreas agrícolas, contribuindo para a segurança alimentar e a geração de renda.

## A Barragem ao longo dos anos
Ao longo das décadas, a barragem passou por diversas fases. Períodos de chuvas abundantes alternaram-se com longas secas, exigindo medidas de gestão hídrica para garantir a sustentabilidade do recurso. A comunidade local sempre esteve atenta à importância da preservação da barragem e à necessidade de ações para garantir sua longevidade.

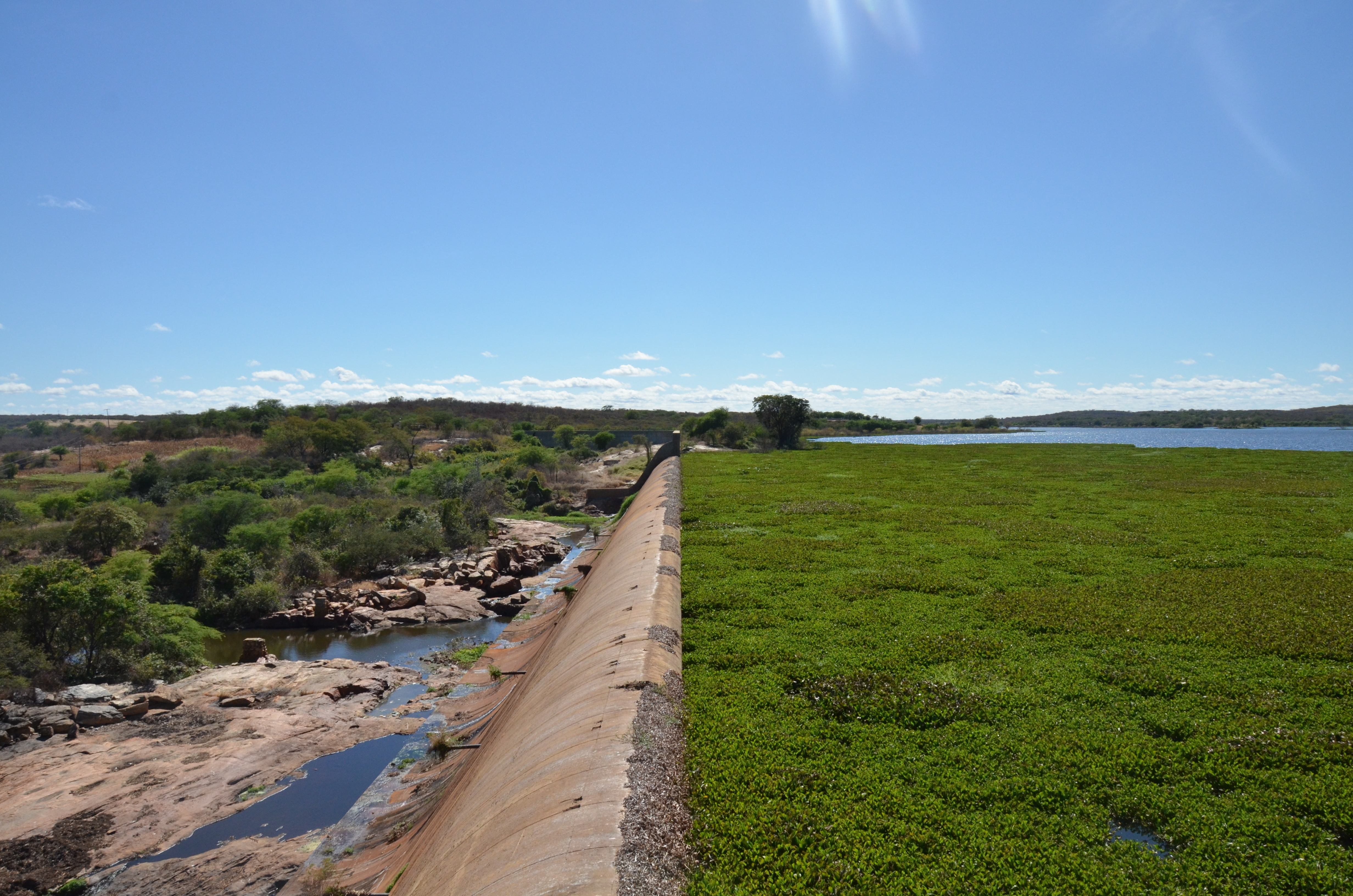
Paredão da Barragem

## Desafios atuais
Apesar de sua importância, a Barragem de Brotas enfrenta desafios como a necessidade de manutenção constante, a gestão eficiente dos recursos hídricos em um contexto de mudanças climáticas e a busca por alternativas para garantir o abastecimento de água em períodos de seca prolongada.